# Kjell Espmark
Kjell Espmark (né le 19 février 1930 à Strömsund et mort le 18 septembre 2022) est un poète, romancier et historien de la littérature suédois. 

## Biographie
Kjell Espmark est élu membre de l'Académie suédoise le 5 mars 1981. Il enseigne l'histoire de la littérature à l'université de Stockholm.
Le 6 avril 2018, il démissionne de l'Académie suédoise, ainsi que deux autres membres, pour protester contre le scandale sexuel et le favoritisme qui entache l'institution et auquel cette dernière peine à faire face de façon satisfaisante. En particulier, la veille, un vote a échoué qui visait à exclure des membres de l'Académie la poétesse Katarina Frostenson, épouse du français Jean-Claude Arnault, accusé d'agressions sexuelles, tentatives de viol et viol et qui se targue de pouvoir influencer l'Académie dans le choix des lauréats.

## Œuvres
- Le prix Nobel : histoire intérieure d'une consécration littéraire, traduit du suédois par Philippe Bouquet. - Paris : Balland, 1986. - 338 p. -  (ISBN 9782715806030)
- L'Oubli, traduit du suédois par Jean-Baptiste Brunet-Jailly. - Paris : Gallimard, 1990. - 141 p. -  (ISBN 9782070716906)
- Le Voyage de Voltaire : conte, version française d'Hubert Nyssen d'après la trad. du suédois de Marc de Gouvenain, Lena Grumbach. - Arles (Bouches-du-Rhône) : Actes sud, 2003. - 233 p. - (Collection Un endroit où aller). -  (ISBN 9782742739608)
- Béla Bartok contre le Troisième Reich, traduit du suédois par Jean-Baptiste Brunet-Jailly. - Arles (Bouches-du-Rhône) : Actes sud, 2006. - 159 p. - (Collection Un endroit où aller). -  (ISBN 9782742761609)
- Histoires à contrecœur,traduit du suédois par Jean-Baptiste Brunet-Jailly. - Arles (Bouches-du-Rhône) : Actes sud, 2008. - 188 p. - (Collection Un endroit où aller). -  (ISBN 9782742775385)
- La haine, l'oubli : récit, traduit du suédois par Guy de Faramond. - Paris : Michel De Maule, 2011. - 128 p. -  (ISBN 978-2-87623284-6)